# میخائیل رابوشیتس
میخائیل رابوشیتس (چکی: Michael Rabušic؛ زادهٔ ۱۷ سپتامبر ۱۹۸۹) بازیکن فوتبال اهل جمهوری چک است.
از باشگاه‌هایی که در آن بازی کرده‌است می‌توان به باشگاه فوتبال کروتونه، باشگاه فوتبال هلاس ورونا، باشگاه فوتبال پروجا، باشگاه فوتبال زبرویوفکا برنو، و باشگاه فوتبال اسلوان لیبرتس اشاره کرد.
وی همچنین در تیم‌های ملی فوتبال زیر ۲۱ سال جمهوری چک و جمهوری چک بازی کرده‌است.